# Lijst van voetbalinterlands Uruguay - Verenigde Staten
Deze lijst van voetbalinterlands is een overzicht van alle officiële voetbalwedstrijden tussen de nationale teams van Uruguay en de Verenigde Staten. De landen speelden tot op heden negen keer tegen elkaar. De eerste ontmoeting, een wedstrijd in de eerste ronde van het voetbaltoernooi op de Olympische Zomerspelen 1924, werd gespeeld in Parijs (Frankrijk) op 29 mei 1924. Het laatste duel, een groepswedstrijd tijdens de Copa América 2024, vond plaats op 1 juli 2024 in Kansas City.

## Wedstrijden
| № | Plaats          | Datum             | Competitie        | Wedstrijd                  | Uitslag |
| - | --------------- | ----------------- | ----------------- | -------------------------- | ------- |
| 1 | Parijs          | 29 mei 1924       | OS 1924           | Uruguay − Verenigde Staten | 3 − 0   |
| 2 | Miami           | 7 februari 1986   | Vriendschappelijk | Verenigde Staten – Uruguay | 1 – 1   |
| 3 | Denver          | 5 mei 1991        | Vriendschappelijk | Verenigde Staten – Uruguay | 1 – 0   |
| 4 | Ambato          | 16 juni 1993      | Copa América 1993 | Uruguay – Verenigde Staten | 1 – 0   |
| 5 | Dallas          | 25 maart 1995     | Vriendschappelijk | Verenigde Staten – Uruguay | 2 – 2   |
| 6 | Washington D.C. | 12 mei 2002       | Vriendschappelijk | Verenigde Staten – Uruguay | 2 – 1   |
| 7 | Saint Louis     | 11 september 2019 | Vriendschappelijk | Verenigde Staten − Uruguay | 1 – 1   |
| 8 | Kansas City     | 5 juni 2022       | Vriendschappelijk | Verenigde Staten − Uruguay | 0 – 0   |
| 9 | Kansas City     | 1 juli 2024       | Copa América 2024 | Verenigde Staten − Uruguay | 0 − 1   |

## Samenvatting
| Competitie        | Totaal gespeeld | Winst Uruguay | Gelijk | Winst Verenigde Staten | Doelsaldo Uruguay – Verenigde Staten |
| ----------------- | --------------- | ------------- | ------ | ---------------------- | ------------------------------------ |
| Copa América      | 2               | 2             | 0      | 0                      | 2 − 0                                |
| Olympische Spelen | 1               | 1             | 0      | 0                      | 3 − 0                                |
| Vriendschappelijk | 6               | 0             | 4      | 2                      | 5 − 7                                |
| Totaal            | 9               | 3             | 4      | 2                      | 10 − 7                               |

## Details

### Tweede ontmoeting
| Vriendschappelijk (Miami, Verenigde Staten, 7 februari 1986):                                                                                              |              | |
| Verenigde Staten | 1 – 1        | Uruguay |
| Bruce Murray 9' | goals        | 75' Carlos Aguilera |
| Lothar Osiander | bondscoach   | Omar Borrás |
| David Vanole Paul Krumpe Paul Caligiuri Tom Kain Mike Windischmann Eric Biefeld John Stollmeyer ??' Eric Eichmann Bruce Murray ??' Brent Goulet Tom Silvas | opstellingen | Fernando Álvez José Luis Russo Eduardo Acevedo ??' Mario Menchaca Miguel Bossio Eliseo Rivero Carlos Aguilera ??' Santiago Ostolaza ??' Rogelio Ramírez José Luis Zalazar Mauricio Silvera |
| Steve Sengelmann ??' Dale Ervine ??' | wissels      | ??' César Pereira ??' Pablo Bengoechea ??' Enrique Báez |
| | gele kaarten | |
| - Laatste interland van José Luis Russo (16de) voor Uruguay.                                                                                               |              | |

### Derde ontmoeting
| Vriendschappelijk (Denver, Verenigde Staten, 5 mei 1991): |              | |
| Verenigde Staten | 1 – 0        | Uruguay |
| Peter Vermes 26' | goals        | |
| Velibor "Bora" Milutinovic | bondscoach   | Luis Cubilla |
| Tony Meola Jeff Agoos Fernando Clavijo Desmond Armstrong Bruce Savage Marcelo Balboa Janusz Michallik 84' Chris Henderson Bruce Murray Peter Vermes Eric Wynalda 79' | opstellingen | Fernando Álvez Guillermo Sanguinetti Daniel Sánchez Eber Moas 79' Paolo Montero César Silvera Rubén Pereira 59' Henry López Báez Sergio Daniel Martínez 79' Gustavo Ferreyra Víctor López |
| Dominic Kinnear 79' Troy Snyder 84' | wissels      | 59' Gabriel Cedrés 79' Leonardo Ramos 79' William Gutiérrez |
| | gele kaarten | |
| | rode kaarten | 90' Víctor López |
| - Eerste duel onder leiding van de nieuwe Amerikaanse bondscoach, de geboren Joegoslaviër Velibor "Bora" Milutinovic. - Eerste duel van Uruguay onder leiding van bondscoach Luis Cubilla. - Debuut van Paolo Montero (Peñarol), César Silvera (Peñarol), Gustavo Ferreyra (Peñarol), William Gutiérrez (Defensor Sporting Club), Víctor López (Peñarol), Henry López Báez (Bella Vista Montevideo), Leonardo Ramos (Vélez Sarsfield) en Guillermo Sanguinetti (Racing Club de Avellaneda) voor Uruguay. |              | |

### Vierde ontmoeting
| Copa América 1993 (Ambato, Ecuador, 16 juni 1993): |              | |
| Uruguay | 1 – 0        | Verenigde Staten |
| Santiago Ostolaza 51' | goals        | |
| Luis Cubilla | bondscoach   | Velibor "Bora" Milutinovic |
| Robert Siboldi Guillermo Sanguinetti Daniel Sánchez Fernando Kanapkis Cecilio de los Santos Santiago Ostolaza Héctor Morán 73' Marcelo Saralegui Walter Peletti Jorge da Silva Adrián Paz 83' | opstellingen | Brad Friedel Fernando Clavijo Cle Kooiman 41' Desmond Armstrong Mike Lapper Paul Caligiuri Alexi Lalas 61' Peter Woodring Tab Ramos Cobi Jones Jean Harbor |
| Eber Moas 73' Fabián O'Neill 83' | wissels      | 41' Jeff Agoos 61' Bruce Murray |
| - Debuut van Fabián O'Neill (Club Nacional) voor Uruguay. |              | |

### Vijfde ontmoeting
| Vriendschappelijk (Dallas, Verenigde Staten, 25 maart 1995):                                                                                                |              | |
| Verenigde Staten | 2 – 2        | Uruguay |
| John Kerr 8' Earnest Stewart 67' | goals        | 75' Marcelo Otero 84' Gustavo Poyet |
| Steve Sampson | bondscoach   | Héctor Núñez |
| Jürgen Sommer Jeff Agoos Paul Caligiuri Alexi Lalas Lawrence Lozzano 46' Michael Burns Chad Deering 46' Cobi Jones John Kerr Jovan Kirovski Earnest Stewart | opstellingen | Óscar Ferro Diego López Gustavo Méndez Álvaro Gutiérrez Edgardo Adinolfi 62' Raúl Otero Claudio Elias Marcelo Otero Gustavo Poyet 62' Marcelo Tejera Osvaldo Canobbio |
| Zak Ibsen 46' Ante Razov 46' | wissels      | 62' Nelson Abeijón 62' Darío Silva |
| | gele kaarten | ??' Raúl Otero ??' Osvaldo Canobbio ??' Gustavo Méndez ??' Álvaro Gutiérrez                                                                                           |
| - Wedstrijd na 84 minuten gestaakt wegens opkomende tornado.                                                                                                |              | |

### Zesde ontmoeting
| Vriendschappelijk (Washington D.C., Verenigde Staten, 12 mei 2002):                                                                                       |              | |
| Verenigde Staten | 2 – 1        | Uruguay |
| Tony Sanneh 6' DaMarcus Beasley 39' | goals        | 59' Sebastián Abreu |
| Bruce Arena | bondscoach   | Víctor Púa |
| Brad Friedel David Regis Jeff Agoos Tony Sanneh 66' Eddie Pope Earnest Stewart 46' DaMarcus Beasley Cobi Jones Chris Armas Clint Mathis Brian McBride 66' | opstellingen | Gustavo Munúa Gustavo Méndez Alejandro Lembo Gonzalo Sorondo 66' Darío Rodríguez Fabián O'Neill Pablo Gabriel García 46' Nicolás Olivera 46' Federico Magallanes Álvaro Recoba Sebastián Abreu |
| Landon Donovan 46' Frankie Hejduk 66' Joe-Max Moore 66'                                                                                                   | wissels      | 46' Mario Regueiro 66' Rubén Olivera |
| Tony Sanneh 51' | gele kaarten | 51' Álvaro Recoba 74' Sebastián Abreu 77' Gustavo Méndez 78' Fabián O'Neill |
| - Doelpunt van Sebastián Abreu (Uruguay) in 73ste minuut afgekeurd.                                                                                       |              | |

AUF · A-internationals · Selecties · Bondscoaches · Uruguayaans vrouwenelftal · Olympisch elftal · Uruguay U21 · Uruguay U20 · Uruguay U19 · Uruguay U18 · Uruguay U17
1900 – 1909 ·
1910 – 1919 ·
1920 – 1929 ·
1930 – 1939 ·
1940 – 1949 ·
1950 – 1959 ·
1960 – 1969 ·
1970 – 1979 ·
1980 – 1989 ·
1990 – 1999 ·
2000 – 2009 ·
2010 – 2019 ·
2020 – 2029
WK 1930 · 
WK 1950 · 
WK 1954 · 
WK 1962 · 
WK 1966 · 
WK 1970 ·
WK 1974 · 
WK 1986 · 
WK 1990 · 
WK 2002 · 
WK 2010 · 
WK 2014 · 
WK 2018
OS 1924 · 
OS 1928 ·
OS 2012
1902 · 
1903 · 
1904 · 
1905 · 
1906 · 
1907 · 
1908 · 
1909 ·
1910 · 
1911 · 
1912 · 
1913 · 
1914 · 
1915 · 
1916 · 
1917 · 
1918 · 
1919 ·
1920 · 
1921 · 
1922 · 
1923 · 
1924 · 
1925 · 
1926 · 
1927 · 
1928 · 
1929 ·
1930 · 
1931 · 
1932 · 
1933 · 
1934 · 
1935 · 
1936 · 
1937 · 
1938 · 
1939 ·
1940 · 
1941 · 
1942 · 
1943 · 
1944 · 
1945 · 
1946 · 
1947 · 
1948 · 
1949 ·
1950 · 
1951 · 
1952 · 
1953 · 
1954 · 
1955 · 
1956 · 
1957 · 
1958 · 
1959 ·
1960 · 
1961 · 
1962 · 
1963 · 
1964 · 
1965 · 
1966 · 
1967 · 
1968 · 
1969 ·
1970 · 
1971 · 
1972 · 
1973 · 
1974 · 
1975 · 
1976 · 
1977 · 
1978 · 
1979 ·
1980 · 
1981 · 
1982 · 
1983 · 
1984 · 
1985 · 
1986 · 
1987 · 
1988 · 
1989 ·
1990 ·
1991 · 
1992 · 
1993 · 
1994 · 
1995 · 
1996 · 
1997 · 
1998 · 
1999 · 
2000 · 
2001 · 
2002 · 
2003 · 
2004 · 
2005 · 
2006 · 
2007 · 
2008 · 
2009 · 
2010 · 
2011 · 
2012 · 
2013 · 
2014 · 
2015 · 
2016 ·
2017 ·
2018 ·
2019 ·
2020 ·
2021 ·
2022 ·
2023 ·
2024
Algerije ·
Angola ·
Argentinië ·
Australië ·
België ·
Bolivia ·
Brazilië ·
Bulgarije ·
Canada ·
Chili ·
China ·
Colombia ·
Costa Rica ·
Cuba ·
DDR ·
Denemarken ·
Duitsland ·
Ecuador ·
Egypte ·
Engeland ·
Estland ·
 Finland ·
Frankrijk ·
Georgië ·
Ghana ·
Guatemala ·
Haïti ·
Honduras ·
Hongarije ·
Ierland ·
India ·
Indonesië ·
Irak ·
Iran ·
Israël ·
Italië ·
Ivoorkust ·
Jamaica ·
Japan ·
Joegoslavië ·
Jordanië ·
Libië ·
Luxemburg ·
Maleisië ·
Mexico ·
Marokko ·
Nederland ·
Nicaragua ·
Nieuw-Zeeland ·
Nigeria ·
Noord-Ierland ·
Noorwegen ·
Oekraïne ·
Oezbekistan ·
Oman ·
Oostenrijk ·
Panama ·
Paraguay ·
Peru ·
Polen ·
Portugal ·
Roemenië ·
Rusland ·
Saarland ·
Saoedi-Arabië ·
Schotland ·
Senegal ·
Servië & Montenegro ·
Singapore ·
Slovenië ·
Sovjet-Unie ·
Spanje ·
Tahiti ·
Thailand ·
Trinidad en Tobago · 
Tsjechië ·
Tsjecho-Slowakije ·
Tunesië · 
Turkije ·
Venezuela ·
Verenigde Arabische Emiraten ·
Verenigde Staten ·
Wales ·
Zuid-Afrika ·
Zuid-Korea ·
Zweden ·
Zwitserland
Argentinië (1986) ·
België (1990) ·
Brazilië (1950) · 
Colombia (2014) ·
Costa Rica (2014) ·
Denemarken (1986) ·
Denemarken (2002) ·
Duitsland (2010) ·
Egypte (2018) ·
Engeland (2014) ·
Frankrijk (2002) ·
Frankrijk (2010) ·
Frankrijk (2018) ·
Ghana (2010) ·
Italië (1990) ·
Italië (2014) ·
Mexico (2010) ·
Nederland (1974) ·
Nederland (2010) ·
Portugal (2018) ·
Rusland (2018) ·
Saoedi-Arabië (2018) ·
Schotland (1986) ·
Senegal (2002) ·
Spanje (1990) ·
West-Duitsland (1986) ·
Zuid-Afrika (2010) ·
Zuid-Korea (1990) ·
Zuid-Korea (2010)
USSF · A-internationals · Selecties · Bondscoaches · Amerikaans vrouwenelftal · Olympisch elftal · USA -21 · USA -20 · USA -19 · USA -18 · USA -17
1885 – 1919 · 
1920 – 1929 · 
1930 – 1939 · 
1940 – 1949 · 
1950 – 1959 · 
1960 – 1969 · 
1970 – 1979 · 
1980 – 1989 · 
1990 – 1999 · 
2000 – 2009 · 
2010 – 2019 ·
2020 − 2029
CA 1993 · 
CA 1995 · 
CA 2007 · 
CA 2016
CC 1992 · 
CC 1999 · 
CC 2003 · 
CC 2009
WK 1930 · 
WK 1934 · 
WK 1950 · 
WK 1990 · 
WK 1994 · 
WK 1998 · 
WK 2002 · 
WK 2006 · 
WK 2010 · 
WK 2014
OS 1904 · 
OS 1924 · 
OS 1928 · 
OS 1936 · 
OS 1948 · 
OS 1952 · 
OS 1956 · 
OS 1972 · 
OS 1984 · 
OS 1988 · 
OS 1992 · 
OS 1996 · 
OS 2000 · 
OS 2008
Algerije ·
Antigua en Barbuda ·
Argentinië ·
Armenië ·
Australië ·
Azerbeidzjan ·
Barbados ·
België ·
Belize ·
Bermuda ·
Bolivia ·
Bosnië en Herzegovina ·
Brazilië ·
Canada ·
Chili ·
China ·
Colombia ·
Costa Rica ·
Cuba ·
Curaçao ·
Denemarken ·
DDR ·
Duitsland ·
Ecuador ·
Egypte ·
El Salvador ·
Engeland ·
Estland ·
Finland ·
Frankrijk ·
Ghana ·
GOS ·
Grenada ·
Griekenland ·
Guatemala ·
Guyana ·
Haïti ·
Honduras ·
Hongarije ·
Ierland ·
IJsland ·
Iran ·
Israël ·
Italië ·
Ivoorkust ·
Jamaica ·
Japan ·
Joegoslavië ·
Kaaimaneilanden ·
Kameroen ·
Koeweit ·
Letland ·
Liechtenstein ·
Luxemburg ·
Malta ·
Marokko ·
Martinique ·
Mexico ·
Moldavië ·
Nederland ·
Nederlandse Antillen ·
Nicaragua ·
Nieuw-Zeeland ·
Nigeria ·
Noord-Ierland ·
Noord-Korea ·
Noord-Macedonië ·
Noorwegen ·
Oekraïne ·
Oezbekistan ·
Oman ·
Oostenrijk ·
Panama ·
Paraguay ·
Peru ·
Polen ·
Portugal ·
Puerto Rico ·
Qatar ·
Roemenië ·
Rusland ·
Saint Kitts en Nevis ·
Saint Vincent en de Grenadines ·
Saoedi-Arabië ·
Schotland ·
Servië ·
Slovenië ·
Slowakije ·
Sovjet-Unie ·
Spanje ·
Thailand ·
Trinidad en Tobago ·
Tsjechië ·
Tsjecho-Slowakije ·
Tunesië ·
Turkije ·
Uruguay ·
Venezuela ·
Wales ·
Zuid-Afrika ·
Zuid-Korea ·
Zweden ·
Zwitserland
Algerije (2010) ·
België (2014) ·
Brazilië (2009, 2) ·
Duitsland (2014) ·
Engeland (2010) ·
Ghana (2006) · 
Ghana (2014) · 
Italië (2006) · 
Nederland (2022) ·
Portugal (2014) ·
Slovenië (2010) ·
Tsjechië (2006)